# Vymlácený rockový palice
Vymlácený rockový palice je debutové album české rockové skupiny Pražský výběr II, vydáno bylo v roce 2007 vydavatelstvím Sony BMG.

## Seznam skladeb
Všechny skladby napsal(i) Michael Kocáb, pokud není uvedeno jinak. 
| Pořadí         | Název                            | Hudba          | Text           | Délka |
| -------------- | -------------------------------- | -------------- | -------------- | ----- |
| 1.             | Ty vole                          |                |                | 5:15  |
| 2.             | Něco za něco                     |                |                | 4:55  |
| 3.             | Amen                             |                |                | 6:24  |
| 4.             | Dobře ti tak                     |                |                | 5:09  |
| 5.             | Buch štempl sem, buch štempl tam |                |                | 5:05  |
| 6.             | Jak slepice po flusu             |                |                | 4:06  |
| 7.             | Naruby                           | Kryšpín        | Kryšpín        | 6:22  |
| 8.             | Schizoidní klub                  |                |                | 5:38  |
| 9.             | Basket of Words                  | Scheufler      | Scheufler      | 5:01  |
| 10.            | Vymlácený rockový palice         | Kocáb          | Zappa, Kocáb   | 8:00  |
| Celková délka: | Celková délka:                   | Celková délka: | Celková délka: | 56:06 |

## Obsazení
- Pražský výběr II
  - Michael Kocáb – zpěv, klávesy
  - Klaudius Kryšpín – bicí, vokály
  - Zlata E. Kinská – zpěv
  - Glenn Proudfoot – kytara, zpěv
  - Richard Scheufler – baskytara, zpěv